# Zachariah Keodirelang Matthews

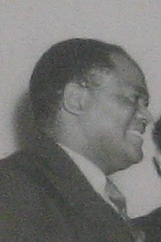
Z.K. Matthews

Zachariah Keodirelang Matthews, kurz ZK Matthews, auch Professor ZK (* 20. Oktober 1901 in Kimberley; † 12. Mai 1968 in Washington, D.C.) war ein südafrikanischer Hochschullehrer, ANC-Politiker und botswanischer Diplomat. Im African National Congress wirkte Matthews als eine Führungsperson mit der Fähigkeit zum Ausgleich, die in den 1940er und 1950er Jahren zwischen den älteren, teilweise der Gründergeneration angehörenden, und den jungen, darunter militant orientierten Mitgliedern vermitteln konnte. Während dieser Zeit zählte er auf dem afrikanischen Kontinent zu den aufstrebenden intellektuellen Persönlichkeiten.

## Leben
Matthews wurde als Kind einer Bergarbeiterfamilie in Kimberley geboren. Seine Eltern waren Peter Motsielwa und Martha Mooketsi Matthews. In seiner Jugend entwickelte er Interesse an politischen Themen. Sein Cousin war Sol Plaatje und Matthews’ Vater besaß in der Kapprovinz das Wahlrecht.
Nach seinem Junior Certificate an der Lovedale High School begann er 1918 ein Studium am South African Native College Fort Hare, das er Ende 1923 mit einem Bachelor abschloss, nachdem er die externen Prüfungen an der UNISA abgelegt hatte. Damit war er der erste Schwarze mit einem solchen Abschluss von einer südafrikanischen Hochschuleinrichtung. Für das College in Fort Hare ergab sich daraus ebenso ein besonderes Ereignis, weil am 3. Mai 1924 die erste Graduierungszeremonie mit zwei Absolventen, Matthews und Edwin Ncwana (College Diploma in Arts), an dieser Einrichtung stattfand.
Im Jahr 1925 übernahm Matthews die Funktion des Principals an der High School des Adams College in Amanzimtoti (Natal). Nach privaten Studien erhielt Matthews im Jahr 1930 einen Bachelor in Rechtswissenschaften, auch hier erneut der erste Schwarze in Südafrika mit diesem akademischen Grad. Daraufhin wurde er als Rechtsanwalt in Johannesburg mit einer Zulassung für die Transvaal-Abteilung am Supreme Court tätig.
1933 ließ er sich an der Yale University immatrikulieren und erwarb dort im Folgejahr einen Mastergrad in Anthropologie, nachdem er sich bei dem dort lehrenden Charles Templeman Loram mit Fragen des Eingeborenenrechts im Beziehung zur westlichen Zivilisation in Südafrika befasst hatte. Danach wandte er sich nach England und studierte an der London School of Economics bei Bronisław Malinowski in derselben Disziplin.
Im Jahr 1935 erfolgte seine Rückkehr nach Südafrika, wo er am Gründungskongress der All African Convention in Bloemfontein teilnahm. Ein Jahr später begann Matthews in Fort Hare seine Dozententätigkeit in Social Anthropology und Native Law and Administration. Dieser berufliche Lebensabschnitt gestaltete sich zunehmend erfolgreich, so dass ihm 1944 die Leitung der Abteilung für Afrikanische Studien an diesem College als Nachfolger von Davidson Don Tengo Jabavu, der in den Ruhestand ging, übertragen wurde. In diesem Zusammenhang berief man ihn zum Professor an dieser Einrichtung. Inzwischen war Matthews Mitglied des Native Representative Council (deutsch etwa: „Eingeborenen-Repräsentanten-Rat“), der 1936 geschaffen wurde, um eine durch „weiße“ Politik kontrollierte Eingeborenenvertretung zu entwickeln. Dieses Mandat übte Matthews seit seiner Wahl im Jahr 1940 bis 1950 aus und legte es schließlich aus Protest gegen die Staatspolitik der Apartheidsregierung Südafrikas nieder. Im Verlauf dieser Zeit setzte er sich mit der Wirkung dieses Gremiums auseinander, was er in seinem Aufsatz Reasons Why the Native Representative Council in the Union of South Africa Adjourned von 1946 zum Ausdruck brachte.
Infolge der Atlantik-Charta-Erklärung von 1941 wurden 1943 zahlreiche afrikanische Führungspersönlichkeiten zu einer Stellungnahme aufgerufen. Die darauf reagierenden Personen kamen am 13. und 14. Dezember 1943 zu einem Atlantik-Charta-Komitee in Bloemfontein zusammen. Die Anwesenden wählten Matthews zum Vorsitzenden des Komitees. Die Leitung der zweitägigen Tagung lag in den Händen von ANC-Präsident Alfred Bitini Xuma.
Im Jahr 1949 wählte man ihn als Amtsnachfolger von James Arthur Calata zum Präsidenten der Kap-Sektion des African National Congress. Sein politisches Profil verstärkte sich zunehmend, wofür auch 1952 seine Einbindung in die Vorbereitungen der Defiance Campaign spricht. Im Juni 1952 siedelte Matthews in die Vereinigten Staaten über, da er am New York’s Union Theological Seminary eine Gastprofessur erhielt. Zwischenzeitlich weilte er auch in Südafrika.
Auf der Jahreskonferenz der ANC-Kapsektion in Cradock stellte er am 15. August 1953 die Grundzüge für ein neues politisches Handlungskonzept vor, das er Congress of the People nannte. Diese programmatischen Aussagen hatten zum Ziel, alle Bevölkerungsgruppen Südafrikas mit einer „Freiheitscharta für ein demokratisches Südafrika der Zukunft“ auf einer gemeinsamen Handlungsgrundlage zu vereinen. Seine Initiative hierzu fand ihre Basis in den Aussagen früherer Positionspapiere, wie den African Claims in South Africa (16. Dezember 1943) und dem Programme of Action (17. Dezember 1949, ANC-Programm), die unter der Leitung des damaligen ANC-Präsidenten Alfred Bitini Xuma entstanden waren. Matthews war zusammen mit Albert John Luthuli maßgeblich inhaltlich am Entwurf der Freiheitscharta neben anderen Persönlichkeiten beteiligt. Der offiziellen Beschlussfassung im Jahre 1955 konnten beide nicht mehr beiwohnen, da Matthews im Ausland weilte und Luthuli auf der Grundlage des Suppression of Communism Act wegen seines politischen Engagements gebannt war. Für den ANC stellen diese programmatischen Festlegungen wichtige Meilensteine seiner Geschichte dar. Das gewachsene nationale und internationale Ansehen Matthews verhinderte in dieser Zeit rigide Repressionsmaßnahmen des Apartheidstaates gegen ihn, wie sie bereits auf andere Personen angewandt wurden.
Er kehrte von seiner Hochschultätigkeit in New York wieder nach Südafrika zurück, um am University College of Fort Hare 1955 die Funktion des Principals zu übernehmen. Im Dezember des folgenden Jahres verhaftete man Matthews und hielt ihn unter dem Vorwurf des Verrats während des Treason Trial bis 1958 fest. Als man die Anschuldigungen gegen ihn fallen ließ, konnte Matthews nach Fort Hare zurückkehren, wo er als Vice-Principal eingesetzt wurde. Es erfolgte 1960 unter den Verhältnissen des Ausnahmezustandes eine erneute Verhaftung, die sechs Monate andauerte. Während dieser Zeit ordnete das Apartheidregime Massenverhaftungen an, wovon politische und intellektuelle Repräsentanten der schwarzen Bevölkerung betroffen waren. Die Verhältnisse in Südafrika veranlassten ihn, 1962 nach Genf umzusiedeln, wo Matthews als Sekretär der Afrika-Abteilung des Weltkirchenrates wirkte.
In Anerkennung seiner akademischen und politischen Leistungen ernannte ihn Präsident Seretse Khama 1966 nach der Unabhängigkeitserklärung von Botswana zum ersten Geschäftsträger seines Landes in den USA und zum UN-Botschafter.
Matthews starb durch einen Herzinfarkt im Georgetown University Hospital in Washington D.C. Der Leichnam wurde nach Botswana überführt und in Gaborone beigesetzt.
Der frühere Präsident Südafrikas, Kgalema Motlanthe, bezeichnete Matthews Lebenswerk im Jahr 2008 in seiner Rede anlässlich der 5. ZK Matthews Memorial Lecture in der Universität Fort Hare als untrennbar „mit der Geschichte dieser Institution und dem weiten Feld von Bildung und Ausbildung“ Südafrikas verbunden.

## Familie
Matthews war seit 1928 mit Freda Deborah Bokwe verheiratet, einer Tochter von John Knox Bokwe, die am Inanda Seminary for girls nordwestlich von Durban tätig war. Das Ehepaar hatte fünf Kinder. Ein Sohn, Vincent Joseph Gaobakwe Matthews (* 1929, † 2010), war Mitarbeiter im Büro des botswanischen Premierministers Seretse Khama und von 1994 bis 2004 südafrikanisches Parlamentsmitglied.

## Mitgliedschaften
- Royal Commission of Inquiry into Higher Education for Blacks in British East African and Anglo-Egyptian Sudan (1936)
- Research Fellow am International Institute of African Languages and Cultures (1936–1939)
- Exekutivkomitee des South African Institute of Race Relations
- Ciskeian Missionary Council (Ciskei-Missionsrat)
- Federation of African Teachers’ Associations
- Union Advisory Board on Native Education
- Natives’ Representative Council (NRC) (1940–1950)

## Ehrungen
- ZK Matthews Great Hall, eine Konzerthalle auf dem Hauptcampus der UNISA in Pretoria[27]
- Z.K. Matthews Memorial Lecture, Erinnerungsvorlesungen an der Universität Fort Hare in Alice (Auftaktveranstaltung am 12. Oktober 2001 mit einer Ansprache des ehemaligen Staatspräsidenten Thabo Mbeki)[28]
- ZK Matthews Gallery für einen Ausstellungsraum (Nr. 2.05) im Hoerikwaggo-Gebäude des Centre for Higher Education Development (CHED) an der Universität Kapstadt[29][30]
- Order of Luthuli in Gold. Am 16. Juni 2004 für seine „seine bahnbrechenden Leistungen in der Bildung und seinen lebenslangen Beitrag zum Kampf für ein nichtrassistisches, nichtsexistisches und demokratisches Südafrika“ postum verliehen.[17]

## Ausgewählte Schriften
- Bantu law and western civilization in South Africa: a study in the clash of cultures. Master thesis, Yale, Mai 1934
- The rehabilitation and development of the Reserves. South African Outlook, 1945 (75), November, 895, S. 166–170.
- An African policy for South Africa. SAIRR 30/12/1948. 7 Seiten[31]
- The African response to racial laws. Foreign Affairs, 30, 1, Okt. 1951. 14 Seiten
- Apartheid – another view. Journal of International Affairs, 1953 (7), Nr. 2, S. 145–150
- South Africa: a land divided against itself. Yale Review, summer 1953. 13 Seiten[32]
- Civil rights for Africans and the Tomlinson Report. (1956). 28 Seiten[33]
- African Awakening and the universities. Cape Town [Kapstadt], 1961
- Africa survey report. Geneva [Genf], World Council of Churches, 1964
- Responsible government in a revolutionary age. New York, 1966 (im selben Jahr auf Französisch in Genf erschienen)
- Freedom For My People. The Autobiography of Z. K. Matthews: southern Africa 1901 to 1968. London 1981 (rezensiert 1982 von Alan Paton[34])